# Ben Ali Boukort
Ben Ali Boukort, né 9 février 1904 à Renault (devenu Sidi M'Hamed Ben Ali) et mort en 1983, élève de l’École d’Orient, à Moscou, en 1942 et militant communiste puis nationaliste et homme politique algérien,.

## Biographie
Ben Ali Boukort était l’aîné d’une famille de dix enfants ; le père tenait une épicerie. Il envoya son fils à l’école primaire française à Mazouna. Reçu au certificat d’études primaires en 1920, le jeune Ben Ali Boukort obtint une bourse pour accéder au primaire supérieur et suivit, comme externe subsistant très pauvrement, les cours de l’École Décieux à Tlemcen jusqu’au brevet et au concours d’entrée à l’École normale auquel il fut reçu.
Ben Ali Boukort fut employé au secrétariat de la commune  mixte de son village natal, Sidi M'Hamed Ben Ali (anciennement appelé Renault).

## Parcours dans les partis
- Secrétaire général du Parti communiste algérien jusqu'en 1939
- puis organisateur actif de l'UDMA et du MTLD